# Socialismo ricardiano

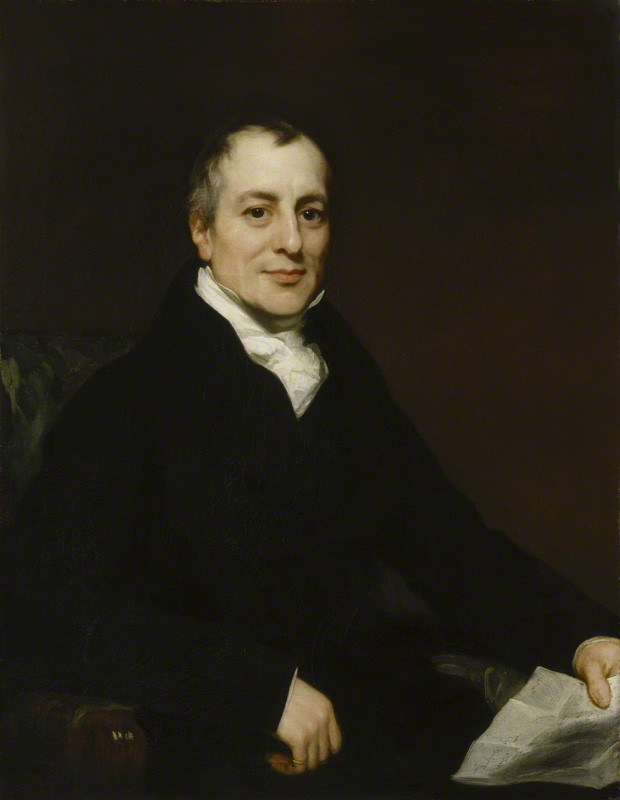
David Ricardo en 1821, dos años antes de su muerte.

El socialismo ricardiano se refiere a una variedad decimonónica de la concepción económica  socialista, basada en la obra del economista inglés David Ricardo. Los socialistas ricardianos —también llamados «socialistas economistas» y socialistas «anticapitalista»—  razonaron que el libre mercado era la ruta hacia el socialismo, y que el salario, renta de la tierra e interés no eran consecuencias naturales del libre mercado. Las tesis centrales del socialismo ricardiano son que todo valor de cambio se crea a partir del trabajo, y que el trabajo tiene derecho a todo lo que produce.

## Descripción general
El socialismo de Ricardo es una corriente del socialismo premarxista basada sobre los argumentos de Ricardo que el valor de equilibrio de las mercancías básicas (commodities) se aproxima o tiende a los precios de producción cuando las mercancías poseen una oferta elástica (ver Teoría del valor como costo de producción), y que esos precios de producción corresponden a la mano de obra incorporada (ver Teoría del valor-trabajo); y que las ganancias, interés y renta eran "deducciones" (originadas) de este valor de cambio. Esto se deduce del axioma de Ricardo y Adam Smith que el trabajo es la fuente de todo valor.
La imputación de que los primeros socialistas británicos e irlandeses se vieron influidos por Ricardo fue hecha por Marx en su Miseria de la Filosofía (1846):

Cualquier persona que se ha de alguna manera familiarizado con la tendencia de la  economía política en Inglaterra no puede dejar de saber que casi todos los socialistas en ese país han, en diferentes períodos, propuesto la aplicación igualitaria de la teoría ricardiana. Citamos para el Sr.  Proudhon: Hodgskin, Economía Política, 1827; William Thompson, Investigación sobre los principios de la distribución de la riqueza más conducente a la felicidad humana, 1824; T. R. Edmonds, Economía  política y moral práctica de 1828 [18], etc, etc, y cuatro páginas más de etc, etc. Nos contentaremos con oír a un comunista inglés, el señor Bray. Vamos a dar los pasajes decisivos en su notable obra, Abusos laborales y la solución del trabajador, Leeds, 1839 ...

En el «Prefacio» de la edición de 1884 de esa misma obra de Marx Friedrich Engels precisó aún más la importancia de Ricardo y su teoría del valor-trabajo para el pensamiento socialista:

El socialismo moderno, sea cual sea su tendencia, se remite casi exclusivamente a la teoría del valor de Ricardo, puesto que procede de la economía política burguesa. Las dos proposiciones que Ricardo antepone en 1817 a sus Principios [de economía política]: 1) que el valor de toda mercancía está determinado sólo y únicamente por la cantidad de trabajo requerido para producirla; 2) que el producto de la totalidad del trabajo social se distribuye entre las tres clases de terratenientes (renta), de capitalistas (beneficio) y de trabajadores (salario), habían proporcionado y a partir de 1821, en Inglaterra, materia para conclusiones socialistas.

El vínculo entre Ricardo y el socialismo es más tarde reafirmado por Herbert Foxwell en su introducción a la traducción al inglés de Anton Menger El derecho a todo el producto del trabajo (1899). En consecuencia, la categoría "socialistas ricardianos" llegó a ser aceptado tanto por partidarios como por los opositores del marxismo en el siglo XX.
Sin embargo, en los últimos años, una serie de estudiosos han cuestionado la validez de la categoría basada en la falta de evidencia de que sus miembros hayan leído los Principios de Economía Política de Ricardo y la, contradictoria, evidencia interna de la teoría de valores de ellos, la que parece que se debe más a Adam Smith que a Ricardo. Tanto es así que un estudioso propone la etiqueta de "socialistas smithianos", como una representación más precisa.

## Socialistas ricardianos
- Thomas Hodgskin
- Charles Hall
- John Francis Bray
- John Gray
- William Thompson
- Piercy Ravenstone
- Thomas Rowe Edmonds